# Tick Tack
Tick Tack, erschienen im Jahr 2022, ist der zweite Roman der deutschen Schriftstellerin Julia von Lucadou.

## Inhalt

### Handlung
Hauptfigur des Romans ist eine fünfzehnjährige deutsche Teenagerin namens Almette. Sie lebt zusammen mit ihrer Mutter und ihrem Vater in Bonn und wächst in einem privilegierten Umfeld auf. Zusammen mit ihrer besten Freundin Yagmur besucht sie ein Elitegymnasium. Die beiden verbringen viel Zeit auf sozialen Medien, vor allem auf dem chinesischen Kurzvideo-Portal TikTok. Obwohl Almette sehr klug ist, fällt es ihr schwer, die reale Welt von der virtuellen Parallelwelt zu unterscheiden. Almettes Leben dreht sich hauptsächlich um Likes, Follower und Fame. Ihr Ziel ist es, eine strahlende TikTok-Queen mit mehr als 50.000 Followern zu sein.
Bislang hat Almette souverän ihre Leistungen in der Schule erbracht und alle Erwartungen an ein hochbegabtes Kind erfüllt. Das hat sich nun aber geändert. Almette ist von der Welt und ihrem Umfeld enttäuscht und kämpft zunehmend mit Unsicherheiten, besonders mit ihrem Übergewicht. Sie sehnt sich stark nach Anerkennung und Bestätigung, welche sie sich durch Zuspruch in den sozialen Medien erhofft. Das Problem dabei ist aber, dass ihre Anzahl an Followern trotz großer Mühe nicht wachsen will. Aus pubertärem Frust wirft sie sich auf die Schienen der U-Bahn-Haltestelle Hansaring. Zuvor hat sie ihren Selbstmordversuch auf TikTok angekündigt, doch niemand reagierte schnell genug. Ein Unbekannter rettet sie, indem er sie von den bereits bebenden Gleisen hebt, wodurch sie dem Tod knapp entkommt. Durch den Post dieses Vorfalls wird der zehn Jahre ältere Hacker Joshua, kurz Jo, auf Almette aufmerksam. Sie begegnen sich das erste Mal, als Almette bei Mia, einem Mädchen aus ihrer Klasse, zu Gast ist. Mia ist Jos Halbschwester und ihm gegenüber sehr kritisch. Als er Almette in sein Zimmer ruft, verstehen sie sich auf Anhieb. Er gesteht ihr, wie stark er von ihrem Content begeistert sei und dass er ihre Suizid-Performance eine brillante Idee finde. Er sieht großes Potenzial, zusammen mit Almette eine Gegenstimme zur heutigen Gesellschaft aufzubauen. Er will aus ihr eine „Anti-Gerda“ machen und verspricht Almette, sie auf TikTok berühmt zu machen. Almette ist begeistert von Jos Idee und lässt sich von ihm stark beeinflussen. Sie äußert sich öffentlich gegen den „Mainstream“, spricht von einer gesteuerten Pandemie-Hysterie und ruft zu Massendemos auf. Plötzlich hat Almette das, was sie immer wollte: eine rasant steigende Zahl an Followern. Doch der „Fame“ wird ihr schnell zum Verhängnis. Sie erntet einen großen Shitstorm, samt Morddrohungen, geht nicht mehr zur Schule und zerstreitet sich mit ihren Eltern. Ihr Umfeld ist enttäuscht und ihre Mutter gekränkt vor Schuldgefühlen, etwas falsch gemacht zu haben.

### Figuren
Almette, auch Mette genannt, die Hauptfigur der Erzählung, ist 15 Jahre alt und eine TikTok-Influencerin. Sie ist geprägt vom ständigen Abchecken ihrer Followerzahl. Bekannt ist sie vor allem für ihren scharfen Verstand und ihre „Mir-doch-egal“-Attitude. Sie öffnet sich kaum gegenüber anderen Menschen, spricht nicht oft über ihre Gefühle und wirkt, beispielsweise im Dialog mit ihrer Psychologin, sehr kühl. Obschon Almette im Nachhinein so tut, als sei es lediglich eine Inszenierung gewesen, ist ihr Suizidversuch ernsthaft gewesen, als sie sich auf die U-Bahn-Gleise legte. Die Beziehung zu ihren Eltern ist nicht einfach. Sie ist Einzelkind und wurde in ihrer Kindheit mit Aufmerksamkeit überhäuft, aber Privatsphäre hat sie kaum. Oft sorgt Mettes kalte, abweisende und sarkastische Art für Konflikte.
Marlene, die Mutter von Mette, prägt ihr Kind schon früh mit dem Gefühl, dass es zu dick sei, was zu Almettes Unsicherheit sowie ihrem distanzierten und unnahbaren Auftreten ihren Eltern gegenüber führt. Seit Mettes früher Kindheit versucht Marlene, ihre Tochter für das Tanzen zu begeistern, stößt damit bei ihr aber, wie auch mit vielen anderen Vorschlägen, auf Ablehnung. Als Mette elf Jahre alt war, begann ihre Mutter, Mettes Tagebuch zu lesen, um mehr über ihre Tochter zu erfahren und das Mutter-Tochter Verhältnis zu verbessern. Als Mette dies bemerkte, erschuf sie eine „Tagebuch-Mette“, was aufzeigt, wie berechnend Almette sein kann. Als Almette von der Schule verwiesen wird, gerät Marlene in eine Krise, die in einer Selbstbemitleidung resultiert. Ihre Erziehungsmethoden werden als überbeschützend und erstickend beschrieben, sogar intensiver als die eines Helikopter-Elternteils, Mette nennt sie auch „Rasenmähereltern“.
Im Vergleich zur Beziehung zu ihrer Mutter scheint Mettes Verhältnis zu ihrem Vater Georg nicht ganz so angespannt zu sein. Trotzdem betrachtet sie ihn als heuchlerisch, insbesondere wegen seiner betonten feministischen Einstellung. Trotz seiner geringen Beteiligung an Mettes Erziehung zeigt er sich als übertriebener Feminist, nachdem er vor zwei Jahren einen Artikel über die MeToo-Bewegung gelesen hat. Mette nimmt ihn außerdem selten ernst, was seine Position in ihrem Leben weiter relativiert.
Yagmur ist die engste Vertraute von Almette. Als Verbündete in der Schulklasse wollen sie gemeinsam auf der Karriereleiter emporsteigen und hegen den Plan, die Weltherrschaft an sich zu reißen. Während der gesamten Erzählung bewahrt Yagmur ihre moralischen Grundsätze und bleibt ihrer Freundin gegenüber loyal, selbst als sich ihre Wege kurzzeitig trennen. Des Weiteren verbringt Yagmur zunehmend Zeit mit Svetlana, kurz Sve, ihrer neuen Freundin, was bei Mette offensichtliche Eifersucht hervorruft. Diese Eifersucht resultiert nicht nur aus der Angst um die Freundschaft, sondern auch aus romantischen Gefühlen, die Mette für Yagmur hegt.
Joshua, ein 26-jähriger Mann, der sein Studium abgebrochen hat und noch bei seinen Eltern wohnt, pflegt im Internet eine Identität als Hacker und bewegt sich in den dunklen Ecken von Incel-Plattformen. Dort verfasst und verbreitet er Hassnachrichten, die von einer tiefen Verankerung von Vulgarität und Aggressionen zeugen – gerichtet gegen Frauen, vor allem gegen seine eigene Mutter und Mette. Diese Aggressionen manifestieren sich nicht ausschließlich online. Joshua zeigt auch physische Gewalt, indem er gegenüber seiner Mutter handgreiflich wird. Ebenso drängt er seine Halbschwester an die Wand. Ein Teil seines Hasses scheint auf die traumatische Vergangenheit zurückzuführen zu sein, die er erlebte. In seiner Kindheit lebte seine Mutter mit Jos gewalttätigem Vater zusammen.
Die Mutter von Jo und Mia wird beschrieben als typische „Öko-Tante“ und scheint sich als „Momfluencerin“ vor allem um eine gesunde Ernährung, Yoga und den Anschein einer glücklichen Familie zu bemühen. Während die Mutter bestrebt ist, eine Verbindung zu Joshua aufzubauen, reduziert er sie in seinen Online-Beiträgen auf ihre Rolle als „Muttertier“. Er hat seiner Mutter nie verziehen, dass sie in der Kindheit nicht mit ihm zusammen weglief.
Mia, Jos Halbschwester, verkörpert das Bild eines typischen It-Girls auf Social Media. Mette beschreibt sie als oberflächlich und unintelligent, obwohl sich am Ende herausstellt, dass Mia die Einzige ist, die sich nicht von Joshua manipulieren lässt und sogar dazu beiträgt, Mettes Leben zu retten. Ihr Wandel von einem oberflächlichen Image zu einer tieferen und bedeutsameren Persönlichkeit zeichnet sich im Verlauf der Ereignisse ab.

## Hintergründe

### Incel
Durch Jo lernt Almette eine ihr zuvor noch unbekannte Welt kennen. Es ist die Sicht eines Incels, einem Frauenhasser, der die Teenagerin manipuliert. Incels betrachten sich als Männer dritter Klasse, die sich von Frauen sexuell und romantisch zurückgewiesen fühlen und jene hassen, die Sex haben. Das Wort Incel setzt sich aus den Worten involuntary (unfreiwillig) und celibate (sexuell enthaltsam) zusammen. Laut eigener Aussage gelingt es ihnen nicht, mit Frauen Sex zu haben oder eine Beziehung zu führen, da sie nicht attraktiv genug oder aus ihrer Sicht von der Natur benachteiligt sind. Sie glauben an ein natürliches Anrecht auf Sex, von dem Frauen sie beraubten. Frauen werden für das Unglück und die Einsamkeit von Incels verantwortlich gemacht. Die Gründe für die Entstehung der Incels sind komplex und noch nicht ausreichend erforscht. In Foren tauschen sich die Männer über ihren Frust aus, der geprägt ist von Abwertungen, Demütigungen und Aufruf zu Suizid. Die Foren im Netz bieten zudem Echokammern für frauen- und allgemein menschenverachtende, zerstörerische Kommentare und Gewaltfantasien. Frauen werden von Incels Femoids genannt, gleich wie Joshua, der Frauen generell nur Femoids nennt. Allgemein kann das beschriebene Verhalten von Incels bei Jo beobachtet werden. Er betreibt heimlich einen anonymen Blog, auf dem er frauenfeindliche und rassistische Inhalte teilt und rechtsextreme Hetze postet. Seine Fantasien sind verstörend und abwertend. Unter anderem stellt er auch Almettes Suizidversuch ins Netz, wodurch er viele Aufrufe erzielt. Am Ende des Romans bezeichnet auch Mia Jo als Incel, der Frauen hasst. Mette streitet diese Bezeichnung für Jo jedoch ab.

### Corona-Pandemie
Die Autorin Julia von Lucadou thematisiert in ihrem Roman Tick Tack die Corona-Pandemie, welche im November 2019 ihre ersten Infektionen verzeichnete. Zu dieser Pandemie gehörten auch Verschwörungstheorien, Vermutungen und Spekulationen. Dabei vermischen Verschwörungstheoretiker Realität und frei erfundene Fakten. Im Roman nimmt Joshua die Rolle eines Verschwörungstheoretikers ein. Während der Corona-Pandemie wird Almette, mit Hilfe von Jo, zur Anführerin der Querdenkenden. Diese Situation zeigt, wie schnell sich eine junge Person, die Sprache von rechtsextremen Querdenkenden aneignen kann.

## Form

### Aufbau
Das Buch Tick Tack ist 254 Seiten lang und in einen «Thread 1» und «Thread 2» unterteilt. «Thread» ist ein Begriff aus der digitalen Welt oder der Informatik und steht entweder für eine Folge von Diskussionsbeiträgen oder für eine Folge von Befehlen.
Die Erzählungen sind unterteilt in Posts von dem Account saycheese, welcher Almette gehört, und in Posts von Anonymous, welche von Joshua geteilt werden. Aus der Sichtweise von Joshua wird anhand von kurzen Sätzen berichtet, welche auch Verlinkungen und Memes beinhalten und an eine Programmiersprache oder einen Blog erinnern. Nicht nur aufgrund der fehlenden langen Sätze, sondern auch aufgrund von vorkommenden Aktualitäten ist es teilweise schwierig, dem Text von Joshua zu folgen. Die Posts von Mette sind jedoch gut unterteilt und sie erzählt alles was mit ihr passiert.

### Sprache
Allgemein werden im gesamten Werk viele Kraftausdrücke verwendet. Vor allem Joshua seinen Posts können viele, oftmals frauenfeindliche und/oder andere abwertende Beleidigungen entnommen werden. Er scheut sich nicht davor, Wörter wie beispielsweise «Fotze» oder «Antinutte» zu gebrauchen. Dies zeigt sich auch in der Art und Weise wie er mit seiner Mutter redet. Er betitelt sie als «Muttertier», was darauf hinweist, dass er sie wie in der Tierwelt nur als biologische Mutter, ohne emotionale Verbindung ansieht.
Zudem ist der Text in Jugendsprache verfasst und enthält Abkürzungen und viele Anglizismen wie beispielsweise «cute AF» oder «cringe». Dadurch wirkt der Text sehr zeitgemäß, «trendy» und passt zum vorkommenden Motiv der ablaufenden Uhr, der Vergänglichkeit (vergleiche Motive/Themen).

## Interpretation
Der Text weist auf Gefahren hin, welche die sozialen Medien mit sich bringen. Themen wie Cyber mobbing, Schönheitsideale / Oberflächlichkeit und der Drang nach mehr Followern und Likes als Gefühl der Bestätigung werden im Roman behandelt. Zudem wird Kritik an der Gesellschaft ausgeübt und Geschlechterfragen aufgeworfen durch die im Roman vorkommende Person, Joshua, welche für eine untergeordnete soziale Position der Frau plädiert (vergleiche Hintergründe; Incel).
Als Motiv durch den Text zieht sich der Titel Tick Tack, der für die chinesische App «TikTok» steht, jedoch falsch geschrieben ist und auf das Geräusch einer tickenden Uhr hinweist. Die ablaufende Zeit bezieht sich auf die Vergänglichkeit des Jungseins und in diesem Sinne hat auch Almette große Angst, alt zu werden und nicht mehr genug «trendy», «up to date» zu sein. Die Gefahren der digitalen Welt werden an Beispielen wie dem ungewollten Veröffentlichen von Nacktbildern, dem Zusenden von dick pics oder auch dem großen Shitstorm, den die Hauptfigur erleidet, aufgezeigt. Bestehende stereotypische Schönheitsideale wie beispielsweise eine gerade Zahnstellung, große Augen, eine kleine Nase und schlank sein sind im Text eingebettet. Almette selbst kämpft mit Übergewicht und wird von Joshua, ihren Eltern und der Gesellschaft dafür kritisiert. Über die 254 Seiten wird immer wieder auf in der Gesellschaft verankerte Doppelmoral und Heuchlerei eingegangen. Es wird aufgezeigt, dass heutzutage vieles nicht mehr hinterfragt wird und so gelingt es dem manipulativen Josuha, Almette dazu zu bringen, seine Ideen in die Welt hinauszutragen. Im Text von Julia von Lucadou kommt zudem Gewalt vor. Nicht nur als Teil der digitalen Welt (beispielsweise in Form von Videos, in welchen Personen sterben, die Joshua sich zum Vergnügen anschaut), sondern auch in der realen Welt. Joshua ist mit einem gewalttätigen Vater großgeworden.

## Rezensionen
Zum Roman Tick Tack von Julia von Lucadou wurden mehrere Artikel veröffentlicht. Viele Artikel enthalten ähnliche Erläuterungen.
In der Rezension «Revolution Tiktok-Style» von Anja Kümmel wird folgendes über den Roman geschrieben: «Mit dem zweiten Roman von Julia von Lucadou wirft uns die Autorin in eine hyperreale Gegenwart hinein, die wir alle irgendwie kennen, wenngleich wohl die wenigsten, die dieses Buch lesen werden, so brutal und ungefiltert von innen heraus wie die Hauptfigur.»
Julia von Lucadou wird im Artikel von Srf als Zeitdiagnostikerin bezeichnet: «Mit ihrem zweiten Roman «Tick Tack» erweist sich Julia von Lucadou erneut als Autorin, die sich intensiv mit aktuellen technologischen Entwicklungen auseinandersetzt.»
Weshalb Romane über das Erwachsenwerden regelmäßig in die Bestsellerlisten stürmen, wird im Online-Artikel von Srf thematisiert: «Auf ähnlichen Zuspruch stiess vor wenigen Jahren «Hard Land» von Benedict Wells. Oder «Tick Tack» von Julia von Lucadou. In all diesen Erfolgsromanen geht es – wenn auch in unterschiedlichem Setting – um den Aufbruch von Jugendlichen. Um Melancholie und erste Verliebtheit, um Abschiedsschmerz, Hoffnung und die Suche nach einem Platz in der Welt.»
Im Artikel von Tagblatt wird folgendes über Roman von Julia von Lucadou berichtet: «Zu bewundern ist, wie mutig und souverän sie sich über Bedenken hinwegsetzt, die Corona-Wirklichkeit sei noch zu aktuell, als dass sie schon Literatur werden könne. Julia von Lucadou beweist, dass Literatur nicht erst dann entstehen muss, wenn alles vorbei ist.»